# Municipio de Turbot (condado de Northumberland)
El municipio de Turbot  (en inglés: Turbot Township) es un municipio ubicado en el condado de Northumberland en el estado estadounidense de Pensilvania. En el año 2000 tenía una población de 1.677 habitantes y una densidad poblacional de 46 personas por km².

## Geografía
El municipio de Turbot se encuentra ubicado en las coordenadas 41°02′00″N 76°47′59″O / 41.03333, -76.79972.

## Demografía
Según la Oficina del Censo en 2000 los ingresos medios por hogar en la localidad eran de $43,704 y los ingresos medios por familia eran $48,906. Los hombres tenían unos ingresos medios de $34,271 frente a los $24,375 para las mujeres. La renta per cápita para la localidad era de $19,732. Alrededor del 6,1% de la población estaban por debajo del umbral de pobreza.